# 竹間神社
竹間神社（ちくまじんじゃ）は、埼玉県入間郡三芳町の神社。

## 歴史
社記によれば、創建年代は不明とのことである。一方、口伝によれば、当地の開拓者である池上喜平が1694年（元禄7年）に、池上本門寺の日照を招聘して三十番神を勧請したという。そういう経緯から、当初は「三十番神社」と称していた。
明治初期の神仏分離により、神仏習合色の強い三十番神は排除されることになった。そこで池上喜平の子孫である弥平次と弥次右衛門は木宮稲荷神社の別当寺「東乗院」の修験者である鈴木文昌に相談し、祭神を八意思兼命とし、社名も竹林の中から泉が湧き出て谷間となっているところから「竹間神社」に改称した。
1872年（明治5年）、近代社格制度に基づく「村社」に列せられた。そして本殿を再建した。その際に「秩父のマサ」という彫刻の名人を招聘して、装飾を彫らせたという。1907年（明治40年）の神社合祀に際しては、木宮稲荷神社に合祀されるという話が出ていたが、当社の氏子は「合祀するなら当社の方に合祀すべき」と主張し、結局沙汰止みとなった。
1977年（昭和52年）、不審火により「秩父のマサ」が手掛けた本殿を焼失してしまった。1980年（昭和55年）に再建された。

## 交通アクセス
- 柳瀬川駅より徒歩27分。